# Comté de Dillon
Pour les articles homonymes, voir Dillon.
Le comté de Dillon est l’un des 46 comtés de l’État de Caroline du Sud, aux États-Unis. Il a été fondé en 1785. Son siège est la ville de Dillon. Selon le recensement de 2010, la population du comté est de 32 062 habitants. 

## Géographie
Le comté a une superficie de 1 053 km², dont 1 049 km² de terre ferme. 

## Démographie
| 1910   | 1920   | 1930   | 1940   | 1950   | 1960   |
| ------ | ------ | ------ | ------ | ------ | ------ |
| 22 615 | 25 278 | 25 733 | 29 625 | 30 930 | 30 584 |

| 1970   | 1980   | 1990   | 2000   | 2010   | - |
| ------ | ------ | ------ | ------ | ------ | - |
| 28 838 | 31 083 | 29 114 | 30 722 | 32 062 | - |